# Julia Cuypers

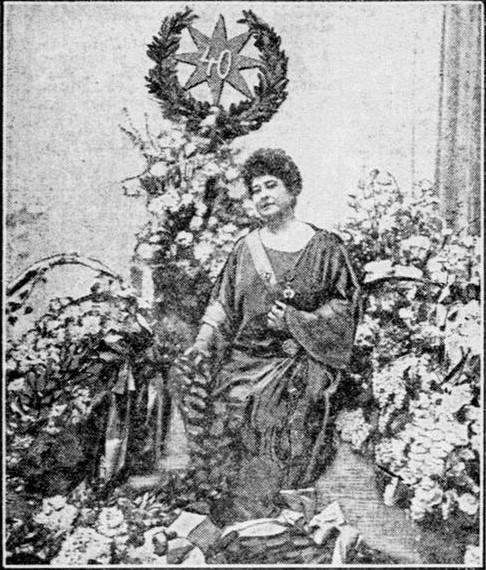
Julia Cuypers bij haar 40-jarig jubileum, 1923

Rosalie (Julia) Cuypers (Sint-Jans-Molenbeek, 4 september 1871 - Amsterdam, 12 april 1952) was een uit België afkomstige Nederlands actrice in theater en film.

## Levensloop
Cuypers werd met de voornaam Rosalie geboren in België. Al op 7-jarige leeftijd maakte ze haar debuut in het theater. Ze speelde in verschillende toneelstukken in Antwerpen en groeide al snel uit tot een publieksfavoriet. Ze moest regelmatig rollen spelen die haar niet lagen. Zo speelde ze op 12-jarige leeftijd een vrouw van 35 jaar oud. Op een gegeven moment kreeg ze uitnodigingen te acteren in Amsterdam. Ze was kort te zien in het toneelstuk Bedelaar, maar wilde al snel terug naar België. Ze besloot later toch te werken in Nederland, toen de gebroeders Van Lier haar een contract aanboden. Voor een periode speelde ze zowel in België en Nederland, maar verhuisde later voorgoed naar Nederland.
In 1895 trouwde Cuypers met Joseph van Lier, de jongste van de twee broers, en trad dan ook regelmatig op onder de naam Julia van Lier-Cuypers. Op dat moment was ze een van de grootste theaterspelers van Nederland. Ze speelde de hoofdrollen in verschillende bekende toneelstukken, waaronder Zaza, Roze Kate, Het Arendsjong en Silvia Silombra. Dit huwelijk eindigde in 1911 echter in een scheiding. Een jaar later in maart 1912 met hertrouwde ze Mozes Woudhuysen en ging de naam Julia Woudhuysen-Cuypers voeren.
Ze bleef decennialang actief in het theater en ging pas in 1948 met pensioen. Lentewolken van Herman Roelvink was haar afscheid. Gedurende de jaren 10 speelde ze ook in enkele films en kreeg daarvoor veel lof van recensenten. Ze stierf op 80-jarige leeftijd.
Ze was de moeder van de cabaretier en pianist Albert van Lier (1898-1989).